# Christel Howald
Christel Howald-Feederle (* 4. Februar 1953 in Oberndorf am Neckar) ist eine ehemalige deutsch-schweizerische Bergsteigerin.

## Biographie
Die gebürtige Deutsche arbeitete als Software-Abteilungsleiterin eines Computerherstellers in Zürich und war von 1980 bis 1982 mit dem Schweizer Bergsteiger Hans Howald verheiratet. Mit diesem war sie von 1978 bis 1981 maßgeblich an der Erschließung des Klettergebietes „Handeggwände“ an den Westabstürzen des Großen Gelmerhornes in den Urner Alpen und an der Erschließung des Klettergebietes „Sandbalm“ am Südostausläufer des Gandschijen im Göschener Tal der westlichen Urner Alpen beteiligt. Dabei galt sie als die erste Frau, die in der Schweiz den 7. Schwierigkeitsgrad klettern konnte. Zu ihren Erstbegeherrouten in diesen Klettergebieten zählen unter anderem „Engeliweg“, „Siebenschläfer“, „Boulder Highway“, „Spiegelweg“, „Schiefer Traum“, „Nole me tangere“ sowie „Hänsel & Gretel“.
1978 gelang ihr als erste Frau die bekannte Route „Pumprisse“ (VII) am Fleischbank-Südostpfeiler (Fleischbankpfeiler), sowie die Erstbegehung des Salbitschijen-Westgrates (VII+) ohne technische Hilfsmittel. Zu ihren weiteren Erstbegehungen zählen die Route „Dschingiskan“ an der Gross-Bielenhorn-Südwestwand (1980), die Route „Embryotransfer“ am Salbitturm 4 (1980), „Hans im Glück“ (VII) an der Chrüzberg-Ostwand (1981) und der „Sandührliweg“ (VII) an der Schafberg-Südwand (1981).
Zu ihren weiteren Unternehmungen zählten unter anderem Punta-Tissi-Nordwestwand (Route „Phillip-Flamm“), Cima-Scotoni-Südwestwand, Torre-Trieste-Südwand (Route „Carlesso“) und El-Capitan-Westwand.
Am 26. und 27. August 1981 gelangen Christel Howald, Hans Howald und Marcel Rüedi in 18 Stunden die Erstbegehung der rund 1300 m hohen „Nordverschneidung“ (VII-, A2) an der Eiger-Nordwand, links des „Genferpfeilers“. Sie benötigten für die neue Route zum Westgrat lediglich zehn Bohrhaken und ein Klemmkeil-Sortiment. Nur einen Tag nach diesem Erfolg durchstieg die Dreierseilschaft auch noch die klassische „Heckmair-Route“ der Eiger-Nordwand. Howald war damit erst die sechste Frau, der eine Durchsteigung dieser Wand gelang.